# Fatmir Xhindi
Fatmir Faslli Xhindi (Fier, 1 april 1960 - Roskovec, 2 mei 2009) was een Albanees politicus van de Socialistische Partij van Albanië.
Sinds 1997 zetelde Xhindi voor deze partij in het parlement in Tirana. Hij werd omschreven als een verantwoordelijk en ernstig politicus. Xhindi werd op 2 mei 2009 voor zijn huis in Roskovec doodgeschoten. Het onderzoek van de politie leverde niets op. 
De aanslag vond een maand na de toetreding van Albanië tot de NAVO plaats, een week na de aanvraag van het lidmaatschap van de EU en minder dan twee maanden voor de parlementsverkiezingen. 
Het was de tweede moord op een Albanese politicus sinds het einde van het communistische regime in 1990. In 1998 werd Azem Hajdari, een voorman van de Democratische Partij van Albanië, doodgeschoten.